# Strażnica WOP Lubinowo
Strażnica Wojsk Ochrony Pogranicza Markowce/Lubinowo – podstawowy pododdział graniczny Wojsk Ochrony Pogranicza pełniący służbę graniczną na granicy polsko-radzieckiej.

## Formowanie i zmiany organizacyjne
Strażnica została sformowana w 1945 w strukturze 27 komendy odcinka jako 126 strażnica WOP (Markowce) o stanie 56 żołnierzy. Kierownictwo strażnicy stanowili: komendant strażnicy, zastępca komendanta do spraw polityczno-wychowawczych i zastępca do spraw zwiadu. Strażnica składała się z dwóch drużyn strzeleckich, drużyny fizylierów, drużyny łączności i gospodarczej. Etat przewidywał także instruktora do tresury psów służbowych oraz instruktora sanitarnego.
W latach 1948–31 grudnia 1950, 126 strażnica WOP Markowce weszła w skład samodzielnego batalionu Ochrony Pogranicza nr 15.
W latach 1 stycznia 1951–30 maja 1952, 126 strażnica WOP Lubinowo była w strukturach 223 batalionu WOP i 1 czerwca 1952 strażnicę włączono do 222 batalionu WOP. 
Od 15 marca 1954 wprowadzono nową numerację strażnic. Strażnica III kategorii otrzymała numer 120.
15 listopada 1955 zlikwidowano sztab 22 batalionu w Sejnach. Strażnica podporządkowana została bezpośrednio pod sztab 22 Brygady WOP w Białymstoku. W sztabie brygady wprowadzono stanowiska nieetatowych oficerów kierunkowych odpowiedzialnych za służbę graniczną strażnic. Na początku 1956 ponownie przejściowo sformowano batalion graniczny w Sejnach i podporządkowano mu strażnicę nr 120.
Opracowany w maju 1956 przez Dowództwo WOP kolejny plan reorganizacji formacji przewidywał rozformowanie kilku brygad, sztabów, batalionów i strażnic. Ta reforma miała przede wszystkim korzyści finansowe. W wyniku tej reformy, w lipcu 1956 rozformowany został 222 Batalion WOP, a także Strażnica WOP Lubinowo . Natomiast budynki zaadaptowano na leśniczówkę.

## Służba graniczna
Faktyczną ochronę powierzonego odcinka granicy państwowej, strażnica rozpoczęła w czerwcu 1946.
Sąsiednie strażnice
- 125 strażnica WOP Stanowisko ⇔ 127 strażnica WOP Chworościany – 1946
- 119 strażnica WOP Stanowisko ⇔ 121 strażnica WOP Bobra Wielka – 1954

## Dowódcy strażnicy
- chor. Pieńkowski[3].